# Retro Television Network
Retro Television Network (RTV) est une chaîne de télévision américaine détenue par Luken Communications créée en juin 2005 et distribuée sur le sous-canal numérique de nombreuses stations à travers le pays. Elle diffuse des classiques de la télévision des années 1950 aux années 1990.

## Programmation
La programmation provient du catalogue des distributeurs Classic Media, Genesis International, Peter Rodgers Organization et Sony Pictures Entertainment, ainsi que Stay Creepy Productions et Granite Broadcasting. Elle distribuait anciennement des séries de CBS Paramount jusqu'en juillet 2008, mais ont été retirées en raison d'une dette importante.

## Histoire
Le réseau a été lancé en juin 2005 par Equity Media Holdings sous le nom RTN, s'inspirant de la formule TV Land, une chaîne spécialisée par câble et satellite qui diffuse des classiques de la télévision.
Au mois de juin 2008, Equity a déclaré banqueroute, et RTN a été vendu à Luken Communications pour 18.5 millions, qui a continuer d'opérer le réseau à partir du centre de diffusion d'Equity à Little Rock, Arkansas. Le 4 janvier 2009, un conflit contractuel entre Luken et Equity a causé l'interruption du service. Luken a restauré le service à partir de son siège social situé à Chattanooga, au Tennessee, sauf aux stations appartenant à Equity, qui a refusé de transférer le nom de domaine rtnville.com à Luken, qui a conséquemment créé myretrotv.com.
À l'occasion de la transition vers la télévision numérique aux États-Unis tenue en juin 2009, RTN a été renommé RTV, étant distribué en sous-canal numérique par de nombreuses stations.

## Affiliés
RTV est distribué dans plus de 70 marchés, en baisse de 95 affiliés en juin 2011.
| #   | Marché                     | Station | Propriétaire                      |
| --- | -------------------------- | ------- | --------------------------------- |
| 1   | New York                   | WSAH    | NRJ TV, LLC                       |
| 2   | Los Angeles                | KFLA-LD | KFLA Television                   |
| 3   | Chicago                    | WPVN-CD | Polnet Communications             |
| 4   | Philadelphie               | WFMZ-TV | Maranatha Broadcasting Company    |
| 5   | Dallas                     | K31GL-D | Mako Communications               |
| 6   | San Francisco              | KCNS    | NRJ TV, LLC                       |
| 7   | Boston                     | WMFP    | NRJ TV, LLC                       |
| 8   | Atlanta                    | WANN-CD | Prism Broadcasting Network        |
| 9   | Washington, D.C.           | WJLA-TV | Allbritton Communications Company |
| 10  | Houston                    | KUVM-CD | Mako Communications               |
| 11  | Détroit                    | (aucun) |                                   |
| 12  | Phoenix (Arizona)          | KAZT-TV | Londen Media Group                |
| 14  | Seattle                    | KIRO-TV | Cox Enterprises                   |
| 18  | Cleveland                  | WAOH-LP | Media-Com                         |
| 22  | Portland                   | KSLM-LD | Northwest Television              |
| 57  | Little Rock                | KATV    | Allbritton Communications Company |
| 92  | Burlington (Vermont)       | WNMN    | CEC Media Group                   |
| 124 | Santa Barbara (Californie) | KEYT-TV | Smith Media                       |